# Zelotes murcidus
Zelotes murcidus är en spindelart som beskrevs av Simon 1914. Zelotes murcidus ingår i släktet Zelotes och familjen plattbuksspindlar.
Artens utbredningsområde är Frankrike. Inga underarter finns listade i Catalogue of Life.